# Stilobezzia collessi
Stilobezzia collessi är en tvåvingeart som beskrevs av Wirth och Eileen D. Grogan 1988. Stilobezzia collessi ingår i släktet Stilobezzia och familjen svidknott. Inga underarter finns listade i Catalogue of Life.